# Sigma3 Cancri
Sigma3 Cancri (σ3 Cancri, förkortad Sigma3 Cnc, σ3 Cnc), som är stjärnans Bayer-beteckning, är en ensam stjärna i norra delen av stjärnbilden Kräftan. Den har en skenbar magnitud av 5,24 och är synlig för blotta ögat där ljusföroreningar ej förekommer. Baserat på parallaxmätning inom Hipparcosuppdraget på ca 11,0 mas, beräknas den befinna sig på ett avstånd av ca 296 ljusår (91 parsek) från solen. Stjärnans rörelse genom rymden tyder på att den kan ingå i stjärnhopen IC 2391.

## Egenskaper
Sigma3 Cancri är en gul till vit jättestjärna av spektralklass G9 III och ingår i röda klumpen på horisontella grenen, vilket anger att den genererar energi genom fusion av helium i dess kärna. Den har en massa som är ca 2,8 gånger solens massa, en radie som är ca 10 gånger solens radie och avger ca 72 gånger mer energi än solen från dess fotosfär vid en effektiv temperatur på ca 5 200 K.